# Christoph Friedrich Hegelmaier

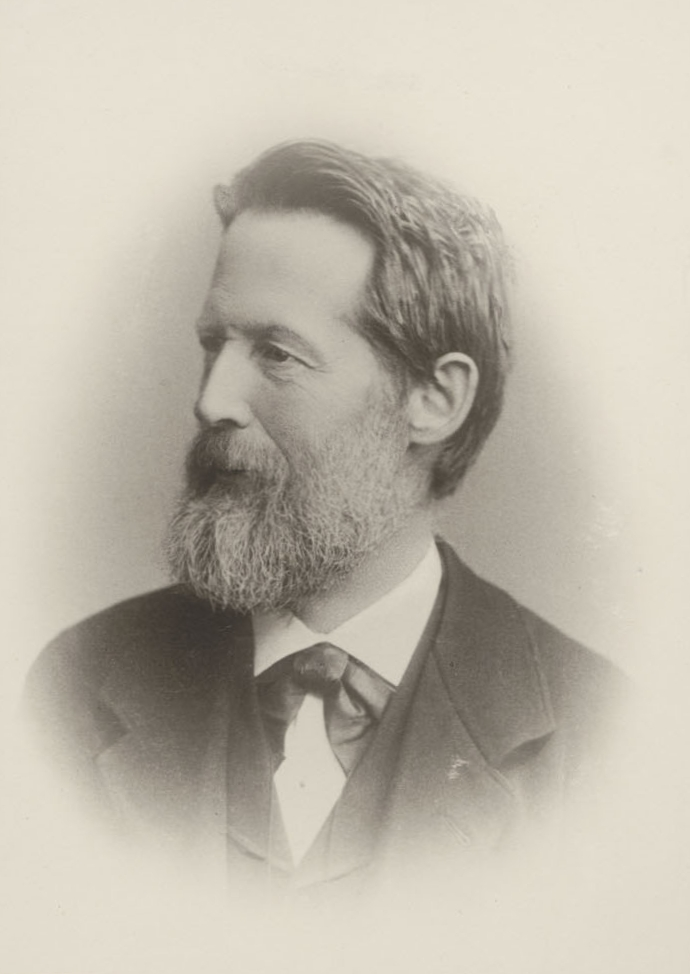
Christoph Friedrich Hegelmaier

Christoph Friedrich Hegelmaier (* 4. September 1833 in Sülzbach bei Heilbronn; † 26. Mai 1906 in Tübingen) war ein deutscher Botaniker. Sein botanisches Autorenkürzel lautet „Hegelm.“

## Leben und Wirken
Christoph Friedrich Hegelmaier, ein Sohn des Pfarrers und späteren Dekans Karl Hegelmaier, ging im Seminar in Urach zur Schule und fand dort Interesse an der artenreichen Pflanzenwelt der Schwäbischen Alb. Er studierte in Tübingen von 1850 bis 1856 Medizin (Mitglied der Burschenschaft Nordland, der späteren Verbindung Normannia Tübingen) und nicht wie durch seine Schulbildung zu erwarten wäre Theologie. Nach seiner Promotion zum Dr. med. im Jahr 1857 war Hegelmaier als Militärarzt in Ulm tätig. 1862 studierte er in Berlin Botanik bei Alexander Braun. 1864 habilitierte er sich in Tübingen und wurde 1867 zum außerordentlichen Professor, 1902 zum ordentlichen Honorarprofessor ernannt. Hier lehrte und erforschte er neben den Institutsleitern Hugo von Mohl, Wilhelm Hofmeister, Simon Schwendener, Wilhelm Pfeffer und Hermann Vöchting systematische und angewandte Botanik, später speziell Forstbotanik.
Basierend auf Brauns vergleichend-morphologischer Forschungsrichtung hat Hegelmaier diese durch entwicklungsgeschichtliche Untersuchungen ergänzt. In seiner „Monographie der Gattung Callitriche“ (1864) hat er nicht nur die Systematik der durch einen stark reduzierten Blütenbau gekennzeichneten „Wassersterne“ gefördert, sondern vor allem hinsichtlich der Histologie, Entwicklungsgeschichte und Lebensweise wichtige Beiträge geliefert. Ihm gelang unter anderem der Nachweis der terminalen Entstehung des einzigen Staubblattes der männlichen Blüten. Die große Monographie über die Wasserlinsengewächse, „Die Lemnaceen“ (1868), in der er auch theoretische Auffassungen über diese Pflanzengattungen niederlegte, wurde Anlass lebhafter Diskussionen. Seitdem sind die Kenntnisse von Bau und Entwicklung der Lemnaceen wie auch der Callitrichaceen seit Hegelmaier nicht mehr wesentlich erweitert worden.
Grundlegend waren Hegelmaiers Untersuchungen zur Entwicklung des Embryos der Monokotyledonen und Dikotylen sowie zum Bau und zur Entwicklungsgeschichte des Endosperms (partielle Abschnürung und Obliteration des Embryosackes, konvolutive Kotyledonen, Polyembryonie und andere). Die „Vergleichenden Untersuchungen über Entwicklung dikotyledoner Keime“ (1878) gehören – nach Adolf Englers Urteil – neben Eduard Strasburgers Lehrbuch der Botanik zu den wesentlichsten Bereicherungen, die der Embryologie damals zuteilwurden.
Noch in modernen Lehr- und Handbüchern trifft man auf vorzügliche Abbildungen aus Hegelmaiers Abhandlungen. Sein Herbarium, das neben dem Belegmaterial zu seinen Veröffentlichungen vor allem Laubmoose, Lebermoose und Pflanzen des von ihm wiederholt bereisten Mittelmeergebietes enthält, bildet einen wertvollen Bestandteil des Museums Schloss Rosenstein in Stuttgart. Seit 1873 war Hegelmaier Mitglied der Leopoldina.

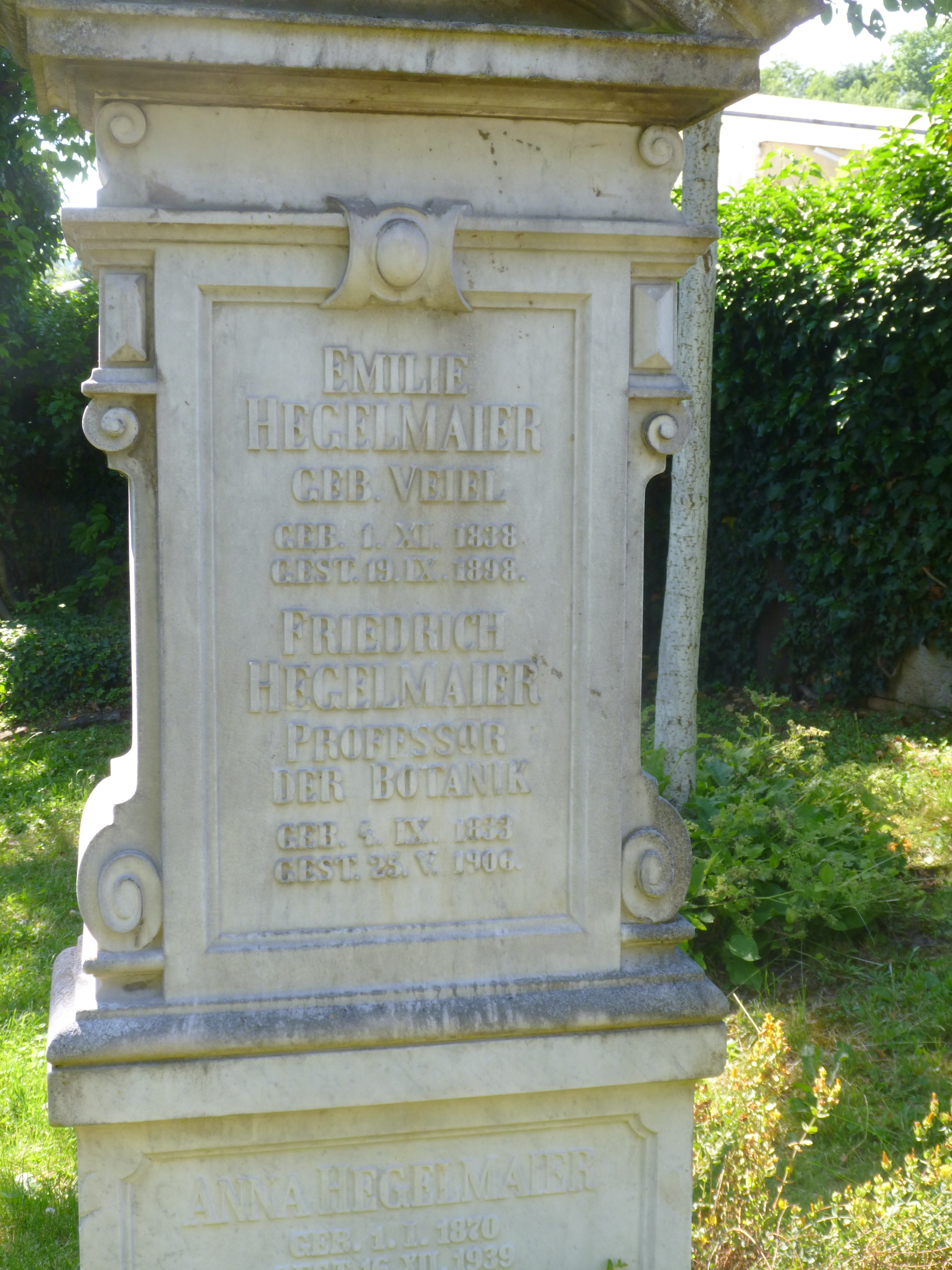
Grab auf dem Stadtfriedhof Tübingen